# Янез Янша
Янез Янша, або Іван Янша[джерело?] (словен. Janez Janša; нар. 17 вересня 1958, Гросуплє) — словенський політик, прем'єр-міністр Словенії з 3 березня 2020 до 25 травня 2022 року, до того — у 2004—2008 роках та в 2012—2013 роках.
З 1993 року Янша очолює Словенську демократичну партію.

## Біографія
Закінчив 1982 року за тематикою оборонних досліджень факультет соціології Люблянського університету, після чого працював у Секретаріаті оборони уряду Соціалістичної Республіки Словенія.
У 1980-х роках входив до антикомуністичної опозиції, був виключений з Молодіжного союзу. 1987 року став співзасновником комп'ютерної компанії MikroAda. 1988 року його підприємство зазнало рейдерської атаки співробітників спецслужб, а потім його було засуджено військовим судом за публічну критику югославського уряду.
1993 року став головою Соціал-демократичної партії Словенії, до 2003 року на чолі цієї партії, коли її було перейменовано на Словенську демократичну партію (СДС).
Двічі обіймав посаду міністра оборони — в період 1990—1994 рр. (включно з періодом війни за незалежність), знову ж таки з червня до листопада 2000 року в короткостроковому уряді Андрея Баюка. Після перемоги на національних виборах 2004 року на чолі СДС створив (разом із Новою Словенією, словенською народною партією і партією пенсіонерів) правоцентристський коаліційний уряд, і обійняв посаду прем'єр-міністра Словенії, яку він займав протягом повного чотирирічного терміну.
Після виборів 2008 року, СДС перейшла в опозицію. Наприкінці того ж року Янез Янша склав депутатський мандат, став головою експертної ради, яка є неофіційним тіньовим кабінетом. На виборах 2011 його партія знову посіла друге місце.
28 січня 2012 парламентська більшість (від 51 проти 39) призначила його прем'єр-міністром, доручивши йому сформувати уряд протягом 14 днів. Другий уряд Янез Янша був приведений до присяги 10 лютого 2012, отримавши вотум довіри. До її складу увійшли представники п'яти партій — чотири, що брали участь у створенні його першого кабінету, та Цивільний список.
На початку 2013 кабінет Янеза Яншу звинуватили у корупції під час першого терміну правління при покупці фінських танків Patria. 27 лютого 2013 коаліційний уряд отримав вотум недовіри на вимогу опозиції (більшістю, «за» 55, «проти» — 33) і парламент доручив сформувати новий кабінет Аленці Братушек.
Рішення було підтверджено вищим судом Словенії у квітні 2014 року, але після того, як Конституційний суд Словенії розпорядився про повторний розгляд справи з процедурних причин, згодом справу закрили.

Незважаючи на те, що його партія отримала більшість голосів на парламентських виборах у Словенії 2018 року, Янша не був обраний прем'єр-міністром, оскільки більшість партій відмовилися приєднатися до уряду під керівництвом Янші через його екстремістські погляди.

Після багатьох років в опозиції Янша був обраний на посаду прем'єр-міністра у березні 2020 року після відставки прем'єр-міністра Мар'яна Шареця.
. Обіймав посаду до 25 травня 2022 року.